# Salvia elegans
La salvia ananas (Salvia elegans Vahl), è una pianta ornamentale commestibile della famiglia Lamiaceae che deve il proprio nome al profumo ed alla forma delle sue foglie.

## Descrizione
La salvia ananas è una pianta erbacea perenne con portamento parzialmente ricadente. Alta fino a 60 cm, con foglie particolarmente decorative per via della loro forma ovale e appuntita, di color verde chiaro, tormentose. La loro caratteristica principale rimane l'inconfondibile profumo d'ananas, che può essere distintamente avvertito annusando le dita dopo averle delicatamente strofinate o spezzate. I fiori, scarlatti, lunghi 2 – 3 cm, riuniti in verticillastri fogliosi, sbocciano da giugno a settembre.
La principale caratteristica di questa pianta è il suo profumo di ananas e proprio per questo è una ottima ornamentale. Piantata in giardino, in luogo soleggiato o parzialmente soleggiato, diffonde con il vento un ottimo profumo.
Da non sottovalutare è la sua ricca fioritura di un rosso intenso nel periodo del primo autunno. La salvia elegans non gradisce i ristagni idrici e va protetta durante l'inverno in quanto il suo fusto ricco d'acqua teme il gelo.

## Usi
Le sue foglie sono ottime sia fritte in pastella che per la preparazione del pesto.